# 毛里岗乡
毛里岗乡是中国陕西省商洛市丹凤县下辖的一个乡。

## 行政区划
毛里岗乡下辖以下行政区：
东沟村、常路村、黑沟村、栗树村、腊塬村